# کنتو هاندا
کنتو هاندا (ژاپنی: 羽田 健人؛ زادهٔ ۷ ژوئیهٔ ۱۹۹۷) یک بازیکن فوتبال اهل ژاپن است.
از باشگاه‌هایی که در آن بازی کرده‌است می‌توان به باشگاه فوتبال اوئیتا ترینیتا اشاره کرد.